# Pinkie House

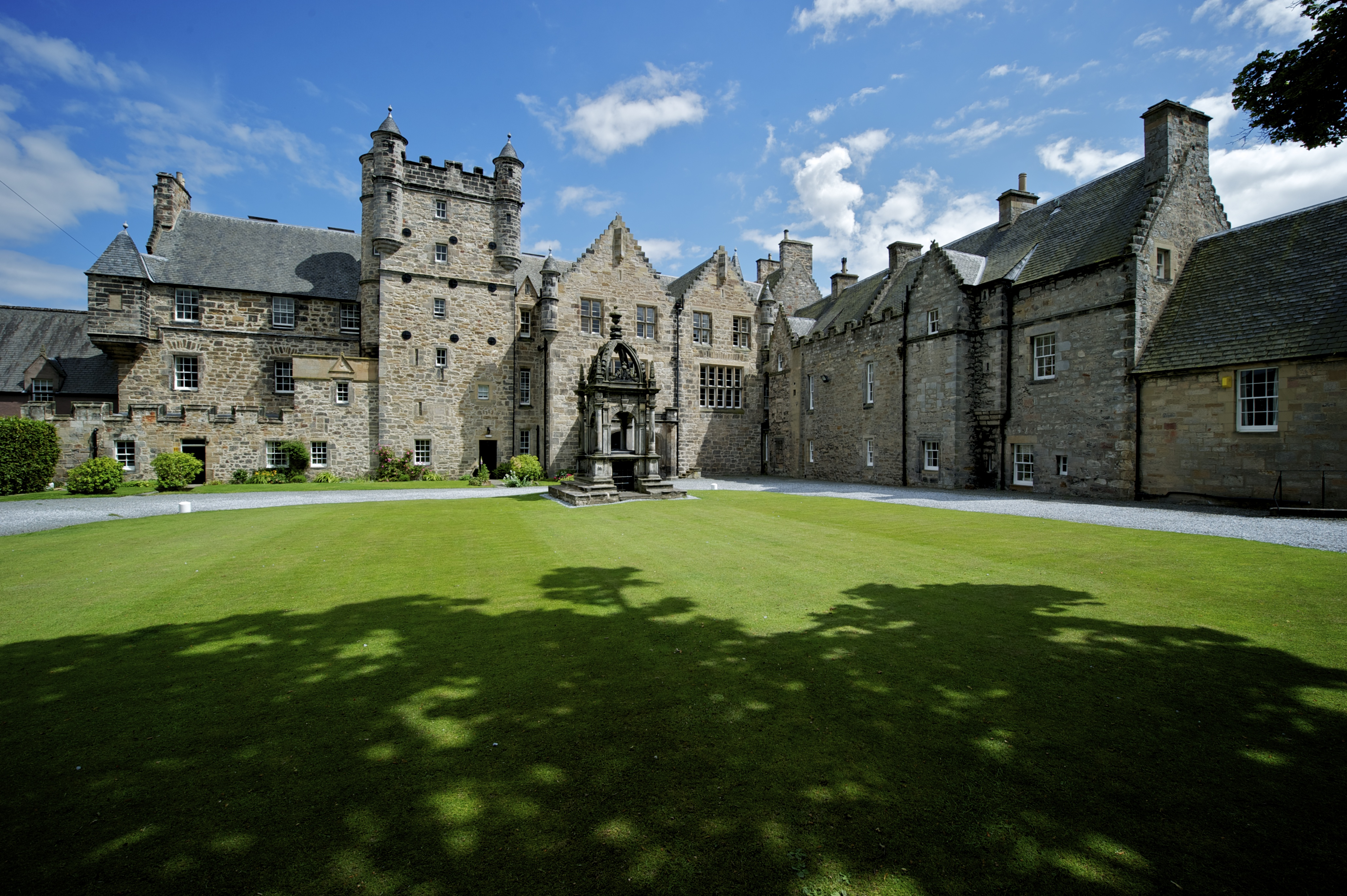
Pinkie House

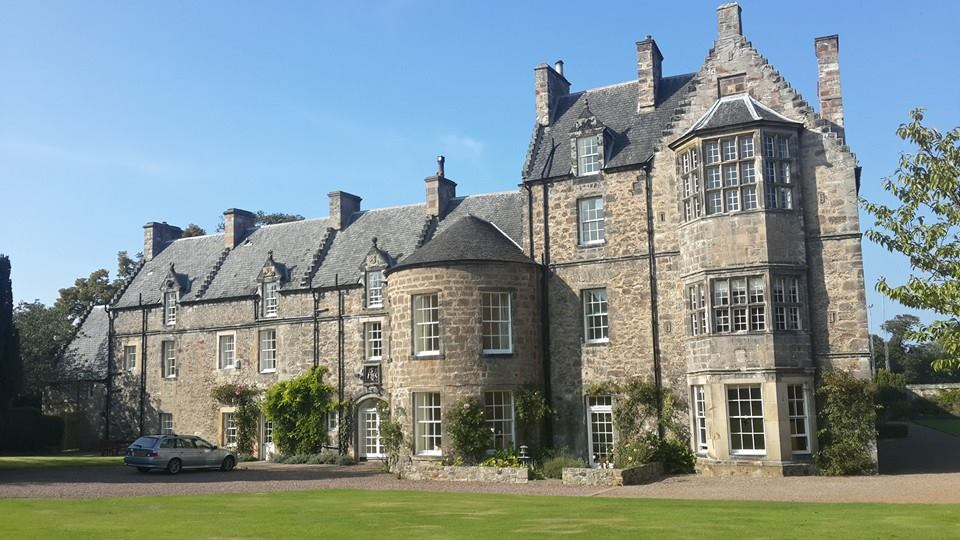
Südseite von Pinkie House

Pinkie House ist ein Herrenhaus in der schottischen Stadt Musselburgh in der Council Area East Lothian. 1971 wurde das Bauwerk in die schottischen Denkmallisten in der höchsten Kategorie A aufgenommen. Außerdem sind die zugehörigen Gärten im schottischen Register für Landschaftsgärten verzeichnet.

## Geschichte
Möglicherweise befand sich bereits ein kleiner Festungsbau am Standort, als die Äbte der benediktinischen Dunfermline Abbey dort im 16. Jahrhundert ein L-förmiges Gebäude errichten ließen. Dieses bildet die Keimzelle des heutigen Pinkie House. Es lag unweit des Schlachtfelds der bedeutenden Schlacht bei Pinkie Cleugh. Alexander Seton, 1. Earl of Dunfermline erwarb die Ländereien von Pinkie im Jahre 1597, als er zum Lord Fyvie erhoben wurde. Da Seton mit der Erziehung des Kronprinzen und späteren Königs Karl I. befasst war, verbrachte dieser einige Zeit in Pinkie House. Als dieser 1637 zu seiner Krönung nach Schottland reiste, übernachtete er in Pinkie House. Eigens für diesen Anlass wurde ein Raum eingerichtet, der heute als King’s Room bekannt ist. Seton verstarb 1623 in Pinkie House. Vor seinem Ableben, um 1620, veranlasste er die Erweiterung von Pinkie House, wodurch sich die Fläche des Herrenhauses nahezu verdoppelte.
1688 fielen die Ländereien an John Hay, 1. Marquess of Tweeddale, der auf Yester Castle lebte. Dieser veranlasste einige Arbeiten an dem Herrenhaus, wovon die Jahresangabe 1697 auf verschiedenen Steinen herrührt. Nach Hays Tod im selben Jahre ging Pinkie House an John Hay, 2. Marquess of Tweeddale über, den Erbauer von Yester House, und wurde zunächst innerhalb der Familie Hay vererbt. Nach der Schlacht von Prestonpans nächtigte der britische Thronprätendent Charles Edward Stuart in Pinkie House. Im Jahre 1788 veräußerte der Clan Hay das Anwesen an Archibald Hope, 9. Baronet vom Clan Hope. 1825 wurde das Herrenhaus letztmals erweitert und umgestaltet. Ausführender Architekt war William Burn. Im Jahre 1951 erwarb die Loretto School das Anwesen und nutzt es seitdem.